# Kenny Rogers (álbum)
| Críticas profissionais | Críticas profissionais |
| Avaliações da crítica  | Avaliações da crítica  |
| Fonte                  | Avaliação              |
| ---------------------- | ---------------------- |
| Allmusic               | [ 1 ]                  |

Kenny Rogers é o segundo álbum solo do cantor homônimo norte-americano, lançado mundialmente em 1997 pela United Artists Records. O álbum marcou o seu primeiro grande sucesso em carreira solo, após o sucesso menor de Love Lifted Me, lançado em 1976.

## Lista de faixas
1. "Laura (What's He Got That I Ain't Got)" (Leon Ashley, Margie Singleton) – 2:52
2. "I Wasn't Man Enough" (Larry Butler, Roger Bowling) – 3:30
3. "Mother Country Music" (Joe Nixon) 2:49
4. "Why Don't We Go Somewhere and Love" (Kenny O'Dell, Larry Henley) – 3:31
5. "Green Green Grass of Home" (Curly Putman) – 3:35
6. "Till I Get It Right" (Larry Henley, Red Lane) – 3:05
7. "Lucille" (Roger Bowling, Hal Bynum) – 3:42
8. "The Son of Hickory Holler's Tramp" (Dallas Frazier) – 3:12
9. "Lay Down Beside Me" (Don Williams) – 3:55
10. "Puttin' In Overtime at Home" (Ben Peters) – 3:00
11. "While I Play the Fiddle" (R. Willis, Ronnie Sessions) – 2:38